# Saltos ornamentais nos Jogos Pan-Americanos de 2019 - Trampolim de 1 m individual masculino
A competição do trampolim de 1 m individual masculino é um dos eventos dos saltos ornamentais nos Jogos Pan-Americanos de 2019, em Lima. Foi disputada no Centro Aquático Nacional no dia 1 de agosto de 2019. 

## Calendário
Horário local (UTC-5).
| Data        | Horário | Fase         |
| ----------- | ------- | ------------ |
| 1 de agosto | 10:00   | Preliminares |
| 1 de agosto | 20:30   | Finais       |

## Medalhistas
| Ouro   | MEX Juan Celaya        |
| Prata  | JAM Yona Knight-Wisdom |
| Bronze | USA Andrew Capobianco  |

## Resultados
| Posição           | Saltador           | Nacionalidade            | Preliminares | Preliminares | Final  | Final   |
| Posição           | Saltador           | Nacionalidade            | Pontos       | Posição      | Pontos | Posição |
| ----------------- | ------------------ | ------------------------ | ------------ | ------------ | ------ | ------- |
| Medalha de ouro   | Juan Celaya        | MEX México               | 368.00       | 2            | 435.60 | 1       |
| Medalha de prata  | Yona Knight-Wisdom | JAM Jamaica              | 378.20       | 1            | 429.90 | 2       |
| Medalha de bronze | Andrew Capobianco  | USA Estados Unidos       | 356.30       | 4            | 411.25 | 3       |
| 4                 | Yahel Castillo     | MEX México               | 358.80       | 3            | 410.20 | 4       |
| 5                 | Sebastián Morales  | COL Colômbia             | 345.25       | 6            | 398.55 | 5       |
| 6                 | Michael Hixon      | USA Estados Unidos       | 334.90       | 8            | 385.80 | 6       |
| 7                 | Rafael Quintero    | PUR Porto Rico           | 354.50       | 5            | 382.20 | 7       |
| 8                 | Daniel Restrepo    | COL Colômbia             | 344.45       | 7            | 366.20 | 8       |
| 9                 | Kawan Pereira      | BRA Brasil               | 309.00       | 9            | 343.00 | 9       |
| 10                | Donato Neglia      | CHI Chile                | 289.45       | 11           | 333.25 | 10      |
| 11                | Ian Matos          | BRA Brasil               | 304.10       | 10           | 314.75 | 11      |
| 12                | Laydel Domínguez   | CUB Cuba                 | 286.95       | 12           | 309.30 | 12      |
| 13                | Diego Carquin      | CHI Chile                | 286.55       | 13           |        |         |
| 14                | Angello Alcebo     | CUB Cuba                 | 274.50       | 14           |        |         |
| 15                | Frandiel Gómez     | DOM República Dominicana | 261.95       | 15           |        |         |
| 16                | Daniel Pinto Soto  | PER Peru                 | 251.35       | 16           |        |         |